# Elysium (álbum)
Elysium é o décimo terceiro álbum de estúdio da banda de power metal finlandesa Stratovarius, lançado em 12 de janeiro de 2011 no Japão e no dia 14 no resto do mundo. A lista de faixas foi primeiramente anunciada pelo tecladista Jens Johansson no fórum do site oficial da banda em 8 de novembro de 2010. Foi lançado em quatro formatos diferentes: um CD regular, uma edição de luxo digipak com uma faixa bônus, uma edição especial de colecionador em forma de álbum duplo com duas faixas bônus em um single e em vinil. "Darkest Hours" foi lançado como single, junto com "Infernal Maze", em 24 de novembro de 2010.

## Faixas
| N.º | Título                                      | Letras                           | Música                           | Duração |  |
| 1.  | "Darkest Hours" (Horas mais escuras)        | Timo Kotipelto, Matias Kupiainen | Matias Kupiainen                 | 4:11    |  |
| 2.  | "Under Flaming Skies" (Sob Céus em Chamas)  | Timo Kotipelto                   | Timo Kotipelto, Matias Kupiainen | 3:52    |  |
| 3.  | "Infernal Maze" (Labirinto Infernal)        | Timo Kotipelto                   | Matias Kupiainen                 | 5:33    |  |
| 4.  | "Fairness Justified" (Justiça Justificada)  | Timo Kotipelto                   | Matias Kupiainen                 | 4:21    |  |
| 5.  | "The Game Never Ends" (O Jogo Nunca Acaba)  | Jens Johansson                   | Jens Johansson                   | 3:54    |  |
| 6.  | "Lifetime in a Moment" (Vida em um Momento) | Lauri Porra                      | Lauri Porra                      | 6:39    |  |
| 7.  | "Move the Mountain" (Mova a Montanha)       | Jens Johansson                   | Jens Johansson                   | 5:34    |  |
| 8.  | "Event Horizon" (Horizonte de Eventos)      | Timo Kotipelto                   | Matias Kupiainen                 | 4:24    |  |
| 9.  | "Elysium" (Campos Elísios)                  | Matias Kupiainen, Timo Kotipelto | Matias Kupiainen                 | 18:07   |  |

### Faixa bônus da edição japonesa
| N.º | Título                | Letras      | Música      | Duração |  |
| 10. | "Castaway" (Náufrago) | Lauri Porra | Lauri Porra | 4:40    |  |

## Músicos
- Timo Kotipelto - Vocais
- Matias Kupiainen - Guitarra
- Lauri Porra - Baixo
- Jens Johansson - Teclados
- Jörg Michael - Bateria

## Paradas
| Ano  | Parada                | Posição máxima |
| ---- | --------------------- | -------------- |
| 2011 | Finlândia             | 1              |
| 2011 | Alemanha              | 38             |
| 2011 | Suíça                 | 45             |
| 2011 | Billboard Heatseekers | 47             |
| 2011 | França                | 70             |
| 2011 | Bélgica               | 80             |